# 岡本和真
岡本 和真（おかもと かずま、1996年6月30日 - ）は、奈良県五條市出身のプロ野球選手（内野手、外野手）。右投右打。読売ジャイアンツ所属。
第20代読売巨人軍キャプテン。プロ野球史上最年少となる22歳での「3割・30本塁打・100打点」を達成。2018年から2023年にかけて6年連続シーズン30本塁打も達成している。

## 経歴

### プロ入り前
3歳の時から兄とのキャッチボールで野球に親しみ、五條市立北宇智小学校1年生で軟式野球チーム「カインド」に入り、投手兼内野手として野球を始める。野手としては3年生からクリーンナップ、4年生からは4番を打ち、投手としては3年生時に最速100km/hを記録。この頃から、智辯学園高等学校への入学と、天理高等学校に勝利し全国高等学校野球選手権大会へ出場・優勝することを目標に掲げていた。
五條東中学校へ進学すると「橿原磯城リトルシニア」で投手兼三塁手を務め、2年生時に主軸として出場した全日本中学野球選手権大会 ジャイアンツカップでベスト4に進出。同チームの1学年上には後に巨人で同僚となる鍬原拓也がいた。3年生時には右肘を剥離骨折している中シニアリーグ日本代表の4番として全米選手権に出場し、打率5割超えの活躍により優勝に貢献。中学生時は投手を主としたが、骨折の影響で高校進学時は投手ができない状態だった。
2012年、強豪校約20校からスカウトされる中、地元に近く憧れでもあった智辯学園高等学校に入学、1年生の春からベンチ入りし、秋から4番となる。1年生時の年間本塁打は8本、2年生時は48本。3年生時の第86回選抜高等学校野球大会1回戦三重高校戦では、大会史上19人目かつ大会タイ記録である1試合2本塁打を打った。第96回全国高等学校野球選手権では、1回戦で当時エースであった岸潤一郎を擁する明徳義塾と対戦し4-10で初戦敗退を喫した。高校通算73本塁打。大会後は第10回18Uアジア野球選手権大会の日本代表に選出され、4番打者として打率.437、5打点を記録し準優勝に貢献した。野球部には2学年先輩に青山大紀が、1学年後輩に廣岡大志が、2学年後輩に村上頌樹がいる。
2014年度プロ野球ドラフト会議にて読売ジャイアンツから1巡目で単独指名を受けた。指名後は、契約金8000万円、年俸1200万円という条件で入団契約を結んだ。当時の一軍監督だった原辰徳からの提案で、「38」を着用することになった。担当スカウトは渡辺政仁。

### 巨人時代

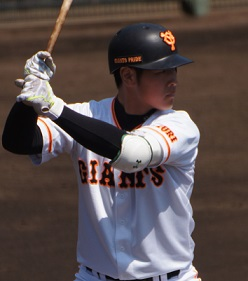
2015年

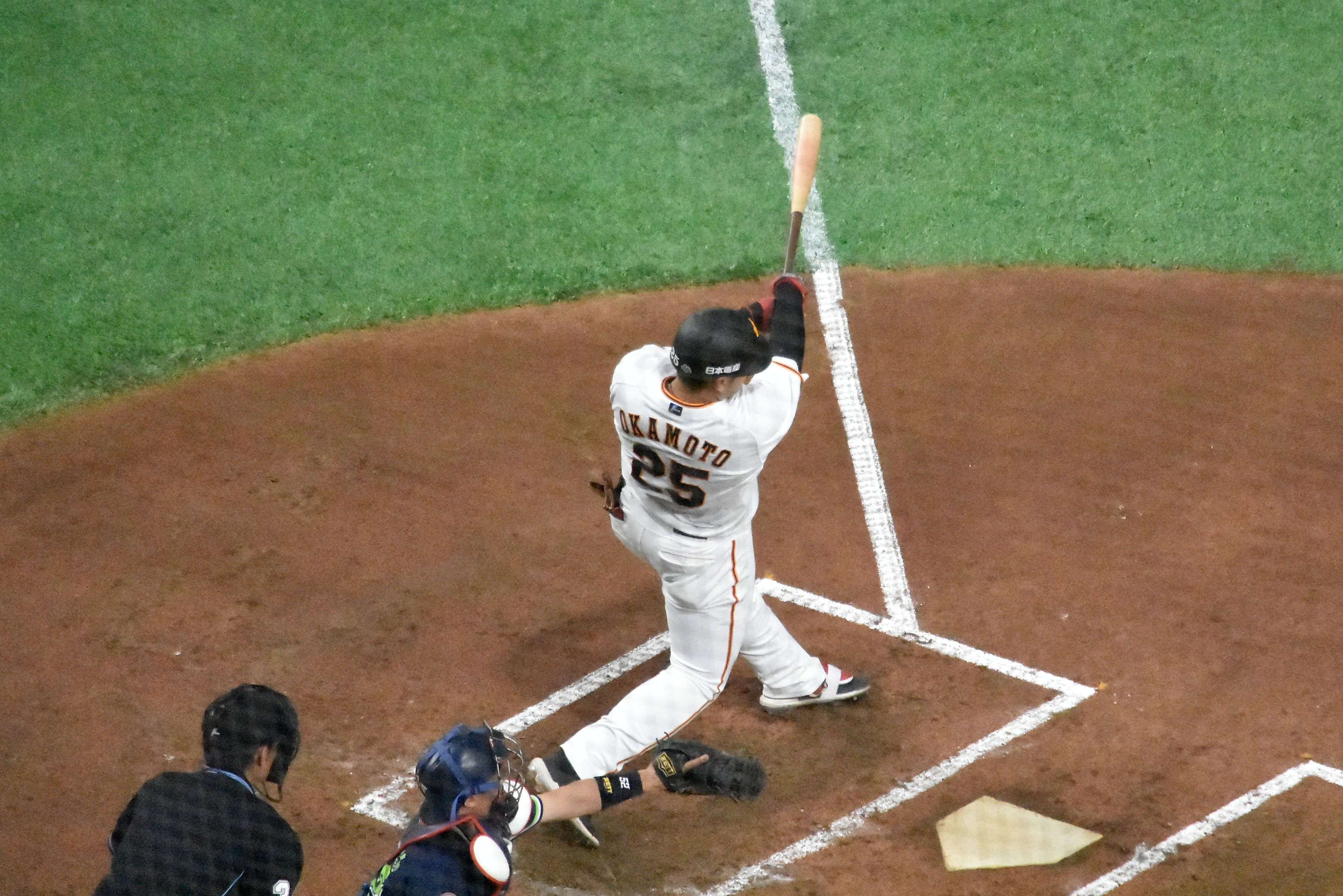
ヤクルト3回戦 1回裏第5号2点本塁打（2019年4月14日撮影）

2015年は春季キャンプを二軍で迎えると、キャンプ終了後の3月に腰、公式戦開幕後の5月に下半身の不調で2度にわたって約1か月、戦線を離脱した。2度目の戦線離脱から復帰した後は、6月29日に明治神宮野球場で開催された「侍ジャパン大学日本代表 対 NPB選抜」でNPB選抜の「7番・三塁手」として先発に起用され、3打数1安打、2三振を記録した。8月27日に入団後初の出場選手登録を果たすと、8月28日の対中日ドラゴンズ戦（東京ドーム）で7回裏に高木勇人の代打として公式戦デビュー。9月5日の対横浜DeNAベイスターズ戦（横浜スタジアム）で5回表に再び坂本の代打に起用され、公式戦通算3打席目にして砂田毅樹から左翼ポール際へ2点本塁打を放ち公式戦初安打・初打点・初本塁打を記録した。レギュラー三塁手の村田修一が故障で出場選手登録を抹消された9月19日には、対東京ヤクルトスワローズ戦（神宮）で「7番・三塁手」として公式戦で初めて先発に起用され、5回表の出塁後に公式戦初盗塁を記録した。一軍公式戦では17試合に出場し、打率.214、1本塁打、4打点を記録した。なお二軍では69試合に出場し、打率.258、1本塁打、16打点であった。レギュラーシーズンの終了後には台湾で開催されたウインターリーグに参加。19試合の出場で打率.383、3本塁打、20打点という好成績を残し打点王のタイトルを獲得。12月22日、200万円増となる推定年俸1400万円で契約を更改。
2016年も公式戦の開幕を二軍で迎え、イースタン・リーグでは二軍監督の斎藤雅樹の方針で4番打者に固定される。この年より就任した二軍打撃コーチの二岡智宏の進言で、打席が終わるごとにメモを取る習慣を身につけ、毎日二岡に提出していた。公式戦（一軍）では、5月27日の対阪神タイガース戦（東京ドーム）に、「6番・三塁手」として先発でシーズン初出場を果たした。7月14日のフレッシュオールスターゲーム（倉敷マスカットスタジアム）では、イースタン・リーグ選抜の「4番・一塁手」としてフル出場。4打数2安打、3打点を記録したほか、チーム唯一の本塁打を打って勝利に貢献したことから、MVPに選ばれた。二軍のイースタン・リーグ優勝で迎えた福岡ソフトバンクホークスとのファーム日本選手権（10月1日・KIRISHIMAサンマリンスタジアム宮崎）でも、4番打者として4打数2安打、1本塁打、3打点を挙げて、MVPに選ばれている。最終的に二軍で打率.261、18本塁打、74打点を記録し、打点王のタイトルを獲得したが、レギュラーシーズン全体では3試合の出場にとどまった。シーズン終了後には、チームメイトの高木・平良拳太郎と共に、プエルトリコのウインターリーグへ派遣された。帰国後の12月25日に、2歳年上の女性と結婚。12月26日には、200万円減となる推定年俸1200万円で契約を更改した。
2017年は内野の守備に課題があることや、球団がケーシー・マギーを獲得したことを背景に、首脳陣が岡本を左翼手の守備に取り組ませた。同年シーズンは自身初の開幕一軍登録を果たし、「7番・左翼手」として先発に起用された4月7日の対阪神戦（甲子園）では、1回表二死満塁で迎えた打席で2点適時打を打ち、公式戦559日ぶりの打点を記録し、5回表の第3打席でも安打を打ったことによって、自身初の公式戦マルチ安打（2安打）を達成した。しかし、その後はシーズンのほとんどを二軍で過ごし打率.270、10本塁打、55打点を記録し、一軍成績は15試合出場、打率.194、0本塁打、2打点であった。11月28日、現状維持となる推定年俸1200万円で契約を更改し、同年で退団した村田の背番号「25」に変更されることになった。
2018年は春季キャンプで打撃コーチの二岡の助言によりグリップ位置を下げバットを立てるフォームに矯正。オープン戦で結果を残すと、前年まで正一塁手だった阿部慎之助からレギュラーの座を引き継ぎ、3月30日の対阪神戦で「6番・一塁手」として2年連続で開幕スタメンで起用された。3月31日の開幕第2戦では4打数4安打、（1本塁打）5打点でプロ初の猛打賞を記録。翌4月1日の試合でも逆転となる3点本塁打を打った。6月2日のオリックス・バファローズ戦で第89代目の4番打者として出場、第1打席で初の2桁本塁打となる左越ソロ本塁打を放った。しかし6月下旬から、7月5日のDeNA戦で今永昇太から二塁打を放つまでは32打席連続無安打を記録するなど苦しんだが、その後はシーズン終了まで4番として定着した。最終的に全試合に出場し、打率.309、33本塁打、100打点と、日本プロ野球史上最年少となる22歳シーズンでの「3割・30本塁打・100打点」を記録した。オフのベストナイン投票では、一塁手部門で174票のダヤン・ビシエドに次ぐ95票で2位、三塁手部門で250票の宮﨑敏郎に次ぐ23票で2位となり、受賞を逃した。11月に行われた2018日米野球では球団から唯一代表に選出され、14日の第5戦でジュニオル・ゲラからソロ本塁打を放った。12月19日、6800万円増となる推定年俸8000万円で契約を更改した。
2019年、「4番・一塁手」として初めて開幕4番を任される。前半戦は打率が.250前後で推移するなど調子が上がらず、監督の原から「ビッグベイビー」と揶揄され4番を外される試合もあった。8月6日の対中日戦の試合前、アドバイザーとしてチームに帯同していたウォーレン・クロマティの助言により、脚部の使い方と打球方向の意識を再確認、これがきっかけとなり8月は打率.301、9本塁打、26打点を記録するなど復調した。9月20日のDeNA戦では目標としていた30本塁打を記録。最終的には打率.265、チーム2位の31本塁打、チームトップタイの94打点を記録し、2年連続での全試合出場も達成した。また、この年先発した守備位置は、一塁69試合、三塁56試合、左翼17試合と、4番打者でありながらチーム事情に合わせてユーティリティさも見せ、一塁の守備では無失策と、自身初のリーグ優勝に貢献した。クライマックスシリーズでは前年の成績（18打数1安打、1打点）を大きく上回る15打数8安打、3本塁打、7打点の活躍でCSファイナルシリーズのMVPを受賞。23歳での受賞は、当時24歳で受賞した菅野を抜き、セ・リーグでの最年少記録となった。しかし、ソフトバンクとの日本シリーズでは低調になり、第4戦でロベルト・スアレスから2点本塁打を打つも逆転はできず、チームも4連敗を喫し日本一を逃した。またシーズン中に複数のポジションをこなしたため、オフのベストナイン投票では一塁手部門で48票、三塁手部門で101票、外野手部門で1票と得票が分散する形となり、受賞を逃した。12月3日、6000万円増となる推定年俸1億4000万円で契約を更改した。
2020年、開幕直後は好調の滑り出しをするも、8月以降は徐々に調子が下降し始め、9月16日の対阪神戦で腰痛のためスタメンから外れ（代わって丸佳浩が巨人軍第90代4番打者として先発出場）、この試合では坂本とともにベンチからも外れて途中出場もなかったため、2017年10月3日の対ヤクルト戦から続いていた連続試合出場が359試合でストップした。シーズン終盤には大山悠輔と本塁打数を争い、一時トップの座を奪われたものの逆転。最終的に打率.275、31本塁打、97打点を記録し、自身初の打撃タイトルとなる本塁打王と打点王の二冠を獲得。この年は腰痛で欠場した2試合を除いて全ての試合で4番を務め、前年まで複数のポジションで起用されていた守備位置もシーズンを通して三塁に固定された。オフにはセ・リーグの三塁手部門で自身初となるベストナインに選出された。12月16日、7000万円増となる推定年俸2億1000万円で契約を更改した。
2021年も開幕から4番を務めるが、5月終了時点で打率.249と調子が上がらず、6月16日に発表された東京オリンピック野球日本代表にも選出されなかった。7月・8月は月間打率3割台と復調したものの、9月は再び2割台に低迷。優勝争いが佳境を迎えた10月に至っては打率.207と絶不調に陥り、リーグトップをひた走っていた本塁打も10月は15日の対ヤクルト戦で放った1本のみと当たりが止まり終盤になって村上宗隆に並ばれ、打点も1点差まで詰め寄られた。クライマックスシリーズは開幕直前に左脇腹を痛め、1stステージ・ファイナルステージともに出番はなかった。結果的に打率こそ.265と低調だったものの、いずれも自身最多となる39本塁打、113打点を記録し、2年連続で本塁打と打点の二冠に輝いた。巨人における2年連続での本塁打・打点の二冠は1977年の王貞治以来44年ぶり、右打者では史上初の記録であった。この年は公式戦143試合すべてに「4番・三塁手」として先発出場し、自身初となる「全試合4番先発出場」も達成し、ゴールデングラブ賞を受賞した。オフに、9000万円増となる推定年俸3億円で契約を更改した。
2022年、オープン戦では3月18日の千葉ロッテマリーンズ戦で佐々木朗希から満塁本塁打を放つなど、12球団トップの7本塁打を記録。開幕後も本塁打と打点を量産し、4月29日の阪神戦では12球団最速の10号本塁打を放った。巨人の選手が12球団最速の10号本塁打を放つのは2004年の阿部慎之助以来18年ぶり、右打者に限定すると1982年の原辰徳以来40年ぶりであった。更に5月29日の北海道日本ハムファイターズ戦では通算150号本塁打を記録。25歳10か月での通算150本塁打は巨人の右打者としては最年少記録であった。夏場からは不調に陥り、8月11日の中日戦からは中田翔に4番を譲り、2019年9月27日以来3年ぶりに4番以外の打順に座ることとなったが、9月24日の同カードでは、球団史上3人目で右打者では球団史上初の5年連続30本塁打を記録した。しかし夏場以降の不振が長引き打率、本塁打数、打点、OPSいずれもレギュラー定着後のシーズンでは最低の数値を記録しチームも自身のレギュラー定着以後ではCS出場を初めて逃すこととなった。また、連続本塁打王も村上が56本塁打を放ち実に26本差をつけられて逃すこととなった。11月14日、2年連続となるゴールデングラブ賞を受賞した。11月23日に行われたファンフェスタの中で、原監督より翌年から坂本勇人に代わり主将を務めることが発表された。12月6日、3000万円減となる推定年俸2億7000万円で契約を更改した。
2023年は開幕を4番で迎えた。打順変動が多かったチーム状況下で3割を前後する程の成績で変わらず4番を打ち続け本塁打も量産した。セ・パ交流戦では打率.383、8本塁打、19打点の成績で自身初の交流戦MVPを受賞した。7月5日の対中日戦（バンテリンドーム ナゴヤ）では1回無死満塁の打席で髙橋宏斗から球団で1992年の原辰徳以来となる4番打者の初回満塁本塁打を放った。8月29日に発熱のため特例2023で登録を抹消されたが、9月1日に一軍復帰すると同日の対DeNA戦で東克樹から通算200本塁打となる35号本塁打を記録した。9月15日の対中日戦では自己最多を更新する40号本塁打を放った。27歳での40号到達は球団の右打者史上最年少で、生え抜き右打者では2019年の坂本以来2人目、本塁打王経験者の球団生え抜き右打者に限れば岡本が初となった。守備においては開幕からしばらくは三塁手として起用されたが、中田の離脱以降は三塁手としての動きについて原監督から苦言を呈され、新人の門脇誠が三塁で起用されるようになると4年ぶりに一塁手や左翼手を守った。中田が復帰してからもその傾向は続き、9月に坂本が三塁へコンバートされて以降はもっぱら一塁手として出場した。最終的に欠場した3試合以外の140試合全てで4番として先発出場し、打率.278、41本塁打、93打点で2年ぶり3度目の本塁打王を獲得。OPS.958はリーグ1位でキャリアハイの数値を記録した。同年のベストナインの投票は、一塁手部門で50票、三塁手部門で131票、外野手部門で2票と票が割れて受賞を逃し、最も票を得た三塁手部門は9票差で同年首位打者の宮﨑敏郎が選出された。12月6日、1億5000万円増となる推定年俸4億2000万円で契約を更改した。
2024年は坂本の三塁手転向に伴い一塁手に回ることになったが、143試合全て4番打者で先発出場した。3月30日の対阪神戦（東京ドーム）で両者無得点で迎えた6回無死一塁の打席で大竹耕太郎からシーズン初本塁打となる先制2点本塁打を放ち、12年連続の開幕カード勝ち越しを決める勝利に貢献した。6月27日の対DeNA戦（横浜）では8回無死一塁の打席でローワン・ウィックから2点本塁打を放ち、巨人の4番打者として史上4人目となる通算200本塁打を達成。27歳11か月での達成は長嶋茂雄の32歳5か月を更新する球団最年少記録となった。8月21日の対広島東洋カープ戦（東京ドーム）では1-1の同点で迎えた8回無死二・三塁の打席でテイラー・ハーンから決勝3点本塁打を放ち、球団で阿部慎之助と並ぶ7年連続20本塁打を記録した。9・10月は、9月5日の対ヤクルト戦（長良川球場）で5回二死一・三塁の打席で山野太一から決勝3点本塁打。同月26日の対DeNA戦（横浜）では2回に一塁走者・長野久義との重盗に成功し、プロ入り10年目で初の本盗に成功。同月28日の対広島戦（MAZDA Zoom-Zoom スタジアム広島）では6回無死一塁の打席で森下暢仁から巨人のリーグ優勝を決める決勝適時二塁打を含む4安打で3打点を挙げるなど、月間打率.351、6本塁打、18打点の成績で自身3度目の月間MVPを受賞した。最終的に7年連続30本塁打に届かなかったが、打率.280、27本塁打、83打点を記録した。10月9日に第3回プレミア12の日本代表に選出されたが、左第五腰椎分離症による腰痛のため出場を辞退した。シーズンの終了後にはセ・リーグの一塁手部門でベストナインとゴールデングラブ賞を初めて受賞。巨人における一塁手としてのベストナイン受賞は1979年の王貞治以来45年ぶりとなった。オフの12月3日に1億2000万円増となる推定年俸5億4000万円で、球団と単年契約を結んだ。
2025年は開幕から全32試合で4番打者として先発出場し、打率.308、8本塁打、25打点を記録していたが、5月6日の阪神戦の一塁守備時に走者中野拓夢と交錯し、左肘を痛めて途中交代。同日に「左肘の筋損傷」と診断されていたが、翌7日に精密検査を受け「左肘の靱帯損傷」と診断された。8月16日に一軍復帰し、4番サードで先発出場した。

## 代表経歴
2023年1月26日、2023 ワールド・ベースボール・クラシックに出場する日本代表（侍ジャパン）のメンバーに選出された。三塁の守備は村上宗隆に譲るも、主に一塁のスタメンとして全7試合に出場し、打率.333、6安打、2本塁打、7打点、9四死球、出塁率.566と活躍。イタリア代表との準々決勝戦では、3点本塁打含む5打点、アメリカ代表との決勝戦では4回裏に追加点となる本塁打を打つなど、日本の3大会ぶりのWBC優勝に貢献した。

## 選手としての特徴
全方向へ本塁打を打つことが出来る卓越した技術を持ち、2020年から2021年にかけて2年連続で本塁打王&打点王の二冠を達成。50メートル走6秒1。遠投100メートル。
三塁守備について、野球解説者の宮本慎也から、俊敏性には少々欠けるものの、強い打球に対して球との距離の取り方がうまい、イージーミスが少ないと評される。また、スローイングについては抜くような投げ方ではあるものの、悪送球はあまりなく、安定感のある肩と評される。三塁以外にも一塁手や左翼手もこなせるユーティリティープレイヤーでもある。

## 人物
かつては前述のように、原辰徳から「ビッグベイビー」と呼ばれていたが、2020年からは、原の愛称であった「若大将」を原から継承された。
バットはSSK（2020年からアドバイザリースタッフ）、グラブはローリングス製品（2020年からアドバイザリースタッフ）を使用している。ローリングスのグラブはメジャーではゴールドグラブ賞を受賞した選手のみがゴールドラベルを着けることができ、2021年に岡本がゴールデングラブ賞を受賞したことから、ローリングスと契約している日本のプロ野球選手初のゴールドラベル入りグローブがローリングスから贈呈された。
結婚前から妻がサザンオールスターズのファンだという影響もあり、岡本自身もサザンオールスターズのファンであるという。そのため、登場曲にもサザンオールスターズや桑田佳祐の楽曲を使用しており、時には妻の選曲アドバイスを受けたり、打席登場時の尺を考えてなくなく諦めた楽曲もあるという。
また、K-POPも好んでおり、登場曲にも何度かTWICEを使用していた。TWICEではジョンヨンを推している。
韓流ドラマも好きで、キャンプに取材しにきた記者に「韓国ドラマを観るコツを教えましょうか？」と独演会を披露してしまうほど熱く語ったこともある。
メロンが好物で、2019年の契約更改では球団に「（東京ドームの選手）食堂のメロンが硬いので、熟したものを」と要望。翌2020年2月に、その要望を知った浜松市のメロン農家から高級メロン24玉が球団に差し入れられた。
プロ入り前までは阪神タイガースファンであった。
2022年の契約更改時に大使について冗談を交えつつアピールし、翌2023年には奈良県五條市の観光大使に就任し、4月11日の試合前に就任式に出席した。地元特産の柿や梨を紹介したり、若い世代の流出などについてもコメントをした。今後の活動内容は観光地の紹介や、少年野球教室の開催などを予定している。

## 詳細情報

### 年度別打撃成績
| 年 度      | 球 団      | 試 合 | 打 席 | 打 数 | 得 点 | 安 打 | 二 塁 打 | 三 塁 打 | 本 塁 打 | 塁 打 | 打 点 | 盗 塁 | 盗 塁 死 | 犠 打 | 犠 飛 | 四 球 | 敬 遠 | 死 球 | 三 振 | 併 殺 打 | 打 率 | 出 塁 率 | 長 打 率 | O P S |
| ---------- | ---------- | ----- | ----- | ----- | ----- | ----- | -------- | -------- | -------- | ----- | ----- | ----- | -------- | ----- | ----- | ----- | ----- | ----- | ----- | -------- | ----- | -------- | -------- | ----- |
| 2015       | 巨人       | 17    | 31    | 28    | 2     | 6     | 0        | 0        | 1        | 9     | 4     | 2     | 0        | 0     | 0     | 2     | 0     | 1     | 4     | 3        | .214  | .290     | .321     | .612  |
| 2016       | 巨人       | 3     | 10    | 10    | 0     | 1     | 1        | 0        | 0        | 2     | 0     | 0     | 0        | 0     | 0     | 0     | 0     | 0     | 2     | 2        | .100  | .100     | .200     | .300  |
| 2017       | 巨人       | 15    | 35    | 31    | 2     | 6     | 1        | 0        | 0        | 7     | 2     | 0     | 0        | 0     | 0     | 4     | 0     | 0     | 10    | 0        | .194  | .286     | .226     | .512  |
| 2018       | 巨人       | 143   | 616   | 540   | 82    | 167   | 26       | 0        | 33       | 292   | 100   | 2     | 1        | 0     | 0     | 72    | 1     | 4     | 120   | 11       | .309  | .394     | .541     | .935  |
| 2019       | 巨人       | 143   | 628   | 555   | 84    | 147   | 29       | 0        | 31       | 269   | 94    | 3     | 0        | 2     | 3     | 62    | 3     | 6     | 132   | 15       | .265  | .343     | .485     | .828  |
| 2020       | 巨人       | 118   | 500   | 440   | 79    | 121   | 26       | 0        | 31       | 240   | 97    | 2     | 0        | 0     | 0     | 55    | 2     | 5     | 85    | 10       | .275  | .362     | .545     | .907  |
| 2021       | 巨人       | 143   | 592   | 521   | 71    | 138   | 19       | 1        | 39       | 276   | 113   | 1     | 1        | 0     | 7     | 57    | 4     | 7     | 108   | 16       | .265  | .341     | .530     | .871  |
| 2022       | 巨人       | 140   | 589   | 520   | 63    | 131   | 21       | 1        | 30       | 244   | 82    | 1     | 1        | 0     | 2     | 58    | 7     | 9     | 94    | 11       | .252  | .336     | .469     | .805  |
| 2023       | 巨人       | 140   | 589   | 503   | 83    | 140   | 31       | 0        | 41       | 294   | 93    | 0     | 1        | 0     | 6     | 72    | 10    | 8     | 111   | 10       | .278  | .374     | .584     | .958  |
| 2024       | 巨人       | 143   | 611   | 535   | 70    | 150   | 37       | 0        | 27       | 268   | 83    | 1     | 1        | 0     | 5     | 66    | 10    | 5     | 97    | 5        | .280  | .362     | .501     | .863  |
| 通算：10年 | 通算：10年 | 1005  | 4201  | 3683  | 536   | 1007  | 191      | 2        | 233      | 1901  | 668   | 12    | 5        | 2     | 23    | 448   | 37    | 45    | 763   | 83       | .273  | .357     | .516     | .873  |

- 2024年度シーズン終了時
- 各年度の太字はリーグ最高

### 年度別打撃成績所属リーグ内順位
| 年 度 | 年 齢 | リ ｜ グ   | 打 率 | 安 打 | 二 塁 打 | 三 塁 打 | 本 塁 打 | 打 点 | 盗 塁 | 出 塁 率 | 四 球 |
| ----- | ----- | ---------- | ----- | ----- | -------- | -------- | -------- | ----- | ----- | -------- | ----- |
| 2015  | 19    | セ・リーグ | -     | -     | -        | -        | -        | -     | -     | -        | -     |
| 2016  | 20    | セ・リーグ | -     | -     | -        | -        | -        | -     | -     | -        | -     |
| 2017  | 21    | セ・リーグ | -     | -     | -        | -        | -        | -     | -     | -        | -     |
| 2018  | 22    | セ・リーグ | -     | 3位   | -        | -        | 6位      | 2位   | -     | 10位     | -     |
| 2019  | 23    | セ・リーグ | -     | 8位   | 7位      | -        | 6位      | 4位   | -     | -        | 7位   |
| 2020  | 24    | セ・リーグ | -     | 9位   | 7位      | -        | 1位      | 1位   | -     | -        | 7位   |
| 2021  | 25    | セ・リーグ | -     | 9位   | -        | -        | 1位      | 1位   | -     | -        | 9位   |
| 2022  | 26    | セ・リーグ | -     | -     | -        | -        | 2位      | 5位   | -     | -        | 5位   |
| 2023  | 27    | セ・リーグ | -     | 7位   | 3位      | -        | 1位      | 2位   | -     | 5位      | 3位   |
| 2024  | 28    | セ・リーグ | 10位  | 8位   | 1位      | -        | 2位      | 2位   | -     | 8位      | 3位   |

- 太字年度は規定打席到達年度
- -は10位未満（打率、OPSは規定打席未到達の場合も-と表記）

### WBCでの打撃成績
| 年 度 | 代 表 | 試 合 | 打 席 | 打 数 | 得 点 | 安 打 | 二 塁 打 | 三 塁 打 | 本 塁 打 | 塁 打 | 打 点 | 盗 塁 | 盗 塁 死 | 犠 打 | 犠 飛 | 四 球 | 敬 遠 | 死 球 | 三 振 | 併 殺 打 | 打 率 | 出 塁 率 | 長 打 率 | O P S |
| ----- | ----- | ----- | ----- | ----- | ----- | ----- | -------- | -------- | -------- | ----- | ----- | ----- | -------- | ----- | ----- | ----- | ----- | ----- | ----- | -------- | ----- | -------- | -------- | ----- |
| 2023  | 日本  | 7     | 27    | 18    | 5     | 6     | 1        | 0        | 2        | 13    | 7     | 0     | 1        | 0     | 0     | 8     | 1     | 1     | 4     | 1        | .333  | .556     | .722     | 1.278 |

- 太字は大会最高

### 年度別守備成績
| 年 度 | 球 団 | 一塁  | 一塁  | 一塁  | 一塁  | 一塁  | 一塁     | 三塁  | 三塁  | 三塁  | 三塁  | 三塁  | 三塁     | 外野  | 外野  | 外野  | 外野  | 外野  | 外野     |
| 年 度 | 球 団 | 試 合 | 刺 殺 | 補 殺 | 失 策 | 併 殺 | 守 備 率 | 試 合 | 刺 殺 | 補 殺 | 失 策 | 併 殺 | 守 備 率 | 試 合 | 刺 殺 | 補 殺 | 失 策 | 併 殺 | 守 備 率 |
| ----- | ----- | ----- | ----- | ----- | ----- | ----- | -------- | ----- | ----- | ----- | ----- | ----- | -------- | ----- | ----- | ----- | ----- | ----- | -------- |
| 2015  | 巨人  | -     | -     | -     | -     | -     | -        | 12    | 8     | 15    | 0     | 1     | 1.000    | -     | -     | -     | -     | -     | -        |
| 2016  | 巨人  | 3     | 23    | 0     | 0     | 4     | 1.000    | -     | -     | -     | -     | -     | -        | -     | -     | -     | -     | -     | -        |
| 2017  | 巨人  | 1     | 14    | 0     | 0     | 2     | 1.000    | -     | -     | -     | -     | -     | -        | 9     | 6     | 0     | 0     | 0     | 1.000    |
| 2018  | 巨人  | 126   | 1011  | 52    | 6     | 88    | .994     | 19    | 9     | 21    | 0     | 1     | 1.000    | 23    | 23    | 3     | 1     | 1     | .963     |
| 2019  | 巨人  | 116   | 689   | 31    | 0     | 64    | 1.000    | 65    | 22    | 79    | 4     | 5     | .962     | 21    | 24    | 0     | 0     | 0     | 1.000    |
| 2020  | 巨人  | -     | -     | -     | -     | -     | -        | 118   | 77    | 192   | 8     | 12    | .971     | -     | -     | -     | -     | -     | -        |
| 2021  | 巨人  | -     | -     | -     | -     | -     | -        | 143   | 87    | 236   | 4     | 26    | .988     | -     | -     | -     | -     | -     | -        |
| 2022  | 巨人  | -     | -     | -     | -     | -     | -        | 140   | 80    | 238   | 8     | 20    | .975     | -     | -     | -     | -     | -     | -        |
| 2023  | 巨人  | 75    | 469   | 26    | 1     | 37    | .998     | 84    | 51    | 118   | 5     | 8     | .971     | 9     | 7     | 0     | 0     | 0     | 1.000    |
| 2024  | 巨人  | 130   | 997   | 65    | 4     | 74    | .996     | 29    | 14    | 45    | 2     | 4     | .967     | 15    | 9     | 3     | 0     | 0     | 1.000    |
| 通算  | 通算  | 451   | 3203  | 174   | 11    | 269   | .997     | 610   | 348   | 944   | 31    | 77    | .977     | 77    | 69    | 6     | 1     | 1     | .987     |

- 2024年度シーズン終了時
- 各年度の太字はリーグ最高
- 太字年はゴールデングラブ賞受賞

### タイトル
- 本塁打王：3回（2020年、2021年、2023年）
- 打点王：2回（2020年、2021年）

### 表彰
- ベストナイン：2回（三塁手部門：2020年、一塁手部門：2024年[112]）
- ゴールデングラブ賞：3回（三塁手部門：2021年、2022年、一塁手部門：2024年[111]）
- 月間MVP：4回（打者部門：2022年3・4月[139]、2023年6月[140]、2024年9・10月[107][141]、2025年3・4月[142]）
- クライマックスシリーズMVP：1回（2019年）
- セ・パ交流戦 最優秀選手賞（MVP）：1回（2023年[91]）
- 月間JERAセ・リーグAWARD：1回（2023年8月）
- スカパー! サヨナラ賞：1回（2021年5月[143]）
- オールスターゲーム敢闘選手賞：1回（2023年第2戦）
- ホームランダービー優勝：1回（2023年）
- フレッシュオールスターゲームMVP：1回（2016年）
- ファーム日本選手権MVP：1回（2016年）
- 東京ドームMVP：2回（2021年、2023年）
- 東京ドームMVP特別賞：1回（2018年）
- 報知プロスポーツ大賞フレッシュ賞：1回（2018年）

### 記録
初記録
- 初出場・初打席：2015年8月28日、対中日ドラゴンズ21回戦（東京ドーム）、7回裏に高木勇人の代打で出場、祖父江大輔から二飛[144]
- 初安打・初本塁打・初打点：2015年9月5日、対横浜DeNAベイスターズ21回戦（横浜スタジアム）、5回表に坂本勇人の代打で出場、砂田毅樹から左越2ラン[144][31][32]
- 初先発出場：2015年9月19日、対東京ヤクルトスワローズ22回戦（明治神宮野球場）、「7番・三塁手」で先発出場
- 初盗塁：同上、5回表に二盗（投手：オーランド・ロマン、捕手：中村悠平）[144]

節目の記録
- 100本塁打：2021年4月27日、対東京ヤクルトスワローズ4回戦（明治神宮野球場）、9回表に梅野雄吾から右中越2ラン ※史上300人目、24歳9か月での到達は球団歴代3位の年少記録[145][146]
- 150本塁打：2022年5月29日、対北海道日本ハムファイターズ3回戦（札幌ドーム）、2回表に根本悠楓から右越ソロ ※史上178人目、25歳10か月での到達は歴代10位、球団歴代3位の年少記録[147]
- 200本塁打：2023年9月1日、対横浜DeNAベイスターズ19回戦（横浜スタジアム）、2回表に東克樹から右越ソロ ※史上114人目、27歳2か月での到達は歴代6位、球団歴代3位の年少記録[148]
- 1000試合出場：2024年9月25日、対横浜DeNAベイスターズ23回戦（横浜スタジアム）、「4番・一塁手」で先発出場 ※史上536人目[149]
- 1000安打：2024年9月27日、対中日ドラゴンズ25回戦（東京ドーム）、6回裏に梅津晃大から中前適時打 ※史上321人目[150]

その他の記録
- 初回4番打者の満塁本塁打：2023年7月5日、対中日ドラゴンズ13回戦（バンテリンドームナゴヤ）、1回表に髙橋宏斗から ※セ・リーグでは史上12人目13度目
- 6年連続シーズン30本塁打以上（2018年 - 2023年） ※歴代9位[6]
- オールスターゲーム出場：5回（2018年、2019年、2021年、2023年、2024年）※2022年も選出されたが、新型コロナウイルス感染のため出場辞退[151]
- 東京ドーム通算100本塁打：2023年9月17日、対ヤクルトスワローズ23回戦（東京ドーム）、6回裏に小澤怜史から左越ソロ ※史上8人目、395試合での達成は史上最速[152][153]

### 背番号
- 38（2015年[20] - 2017年）
- 25（2018年[50] - 、侍ジャパンシリーズ2019）
- 8（2018日米野球）

### 代表歴
国際試合
- 第10回18Uアジア野球選手権大会 U-18日本代表（2014年9月1日～9月6日）
- 2018日米野球
- ENEOS 侍ジャパンシリーズ2019「日本 vs メキシコ」[154]
- 2023 ワールド・ベースボール・クラシック日本代表

国内試合
- ユニバーシアード日本代表壮行試合「侍ジャパン大学日本代表 対 NPB選抜」（2015年6月29日）[24][25]
- 侍ジャパン強化試合2022（2022年11月5日～11月6日）[155]、侍ジャパンシリーズ2022「日本 vs オーストラリア」（2022年11月9日～11月10日）[156]